# Маунд Сити (Јужна Дакота)
Маунд Сити (енгл. Mound City) град је у америчкој савезној држави Јужна Дакота.

## Демографија
По попису из 2010. године број становника је 71, што је 13 (-15,5%) становника мање него 2000. године.
| Група             | 2000.      | 2010.      |
| Белци             | 80 (95,2%) | 70 (98,6%) |
| Афроамериканци    | 0 (0,0%)   | 0 (0,0%)   |
| Азијати           | 0 (0,0%)   | 0 (0,0%)   |
| Хиспаноамериканци | 0 (0,0%)   | 0 (0,0%)   |
| Укупно            | 84         | 71         |